# Esquerra de Menorca - Esquerra Unida
Esquerra de Menorca - Esquerra Unida (EM-EU) és la marca electoral amb què concorre a les eleccions autonòmiques, insulars i locals l'agrupació menorquina d'Esquerra Unida de les Illes Balears, la federació balear d'Esquerra Unida.

## Història
Esquerra Unida a Menorca i el Partit Socialista de Menorca van mantenir un acord estable entre 1987 i 1994, denominat Entesa de l'Esquerra de Menorca, que va obtenir dos representants al Parlament de les Illes Balears i al Consell Insular de Menorca a les eleccions de 1987 i 1991, tots dos del PSM.
Després de la ruptura de l'acord, es varen presentar en solitari, sota la denominació d’Esquerra Unida a les eleccions de 1995, obtenint un diputat al Parlament i al Consell de Menorca. A les següents eleccions (1999) varen concórrer en coalició amb Els Verds de Menorca, revalidant l'escó al Parlament i al Consell Insular de Menorca. La coalició amb Els Verds es va trencar el 2002.
L’any 2010, Pablo Jiménez substitueix Antoni Carrillos com a coordinador insular d'Esquerra de Menorca-Esquerra Unida Illes Balears (EM-EUIB).
Pablo Jiménez (Casablanca, 1954), llicenciat en Geografia, era aleshores el portaveu de la campanya 'Menorca No al TTIP', a més de ser membre de la campanya estatal 'No al TTIP'. A banda, també havia format part de l'Àrea Federal de Medi Ambient d'Esquerra Unida, a més d'haver desenvolupat la major part de la seva ocupació professional al sector ambiental.
Posteriorment, a les Eleccions al Parlament de les Illes Balears celebrades el 26 de maig de 2019, que donaren lloc a l'inici de la X legislatura, varen suposar també l’entrada del coordinador d’Esquerra de Menorca, Pablo Jiménez, al Parlament balear, com a diputat per Menorca del Grup Parlamentari d'Unides Podem (Podem + EUIB).